# Tapinarof
A tapinarof (vagy benvitimod) a Vtama néven forgalmazott gyógyszer hatóanyaga. 
A készítményt a plakkos pikkelysömör (psoriasis vulgaris) felületi kezelésére engedélyezték az Amerikai Egyesült Államokban (2022 május). Az FDA  a tapinarofot új farmakoterápiás csoport első vegyületeként tartja számon. Az antibiotikus hatású hatóanyag természetes eredetű vegyület, amelyet a fonalféreggel szimbiózisban élő baktérium termel. A hatóanyag az aromás szénhidrogén-receptoron fejti ki hatását.  A Vtama lett az első számú készítmény a plakkos pikkelysömör kezelésében az Amerikai Egyesült Államokban (2022. július 15.).

## Gyógyászati alkalmazása
A tapinaroft felnőttek enyhe, mérsékelt és súlyos plakkos pikkelysömörének kezelésére engedélyezték. A készítmény (Vtama) fázis III-as klinikai vizsgálatban hatásosnak bizonyult az atópiás dermatitisz kezelésében.

## Mellékhatásai
A rövid távú használat során előforduló leggyakoribb mellékhatások: szőrtüszőgyulladás, kontakt dermatitisz, fejfájás, viszketés és felső légúti fertőzés.

## Farmakológia

### Hatásmechanizmus
A tapinarof az aromás szénhidrogén-receptor agonistája; gátolja a gyulladásos citokineket, modulálja a bőr védőréteg fehérjeexpresszióját, csökkenti az oxidatív stresszt és szabályozza az immunsejtek génexpresszióját.

### Hatásossága
Az 1%-os tapinarof krém napi egyszer alkalmazva hatásosabbnak bizonyult a vivőanyagos kontrollhoz képest; a készítmény a 12 hetes kezelés során szignifikánsan csökkentette a tüneteket.

## Elnevezése
A hatóanyag nemzetközi gyógyszerszabadneve (INN) a tapinarof.

## Természetes előfordulása
A tapinarof egy stilbenoid, amelyet a (Heterorhabditis nemzetségbe tartozó) fonalférgekkel szimbiózisban élő (Photorhabdus nemzetségbe tartozó) baktériumok termelnek. A tapinarof a stilbenoid bioszintézis alternatív, ketoszintáz katalizálta útvonalán keletkezik két β-ketoacil-tioészter kondenzcióján keresztül. A hatóanyagot a rovarpatogén (entomopatogén) Heterorhabditis megidis fonalféreggel szimbiózisban élő baktérium termeli. A Galleria mellonella, a nagy viaszmoly fertőzött lárváival végzett kísérletek alátámasztják azt a hipotézist, hogy a vegyület antibakteriális hatású, megakadályozza a fonálféreggel fertőzött rovartetem rothadását.

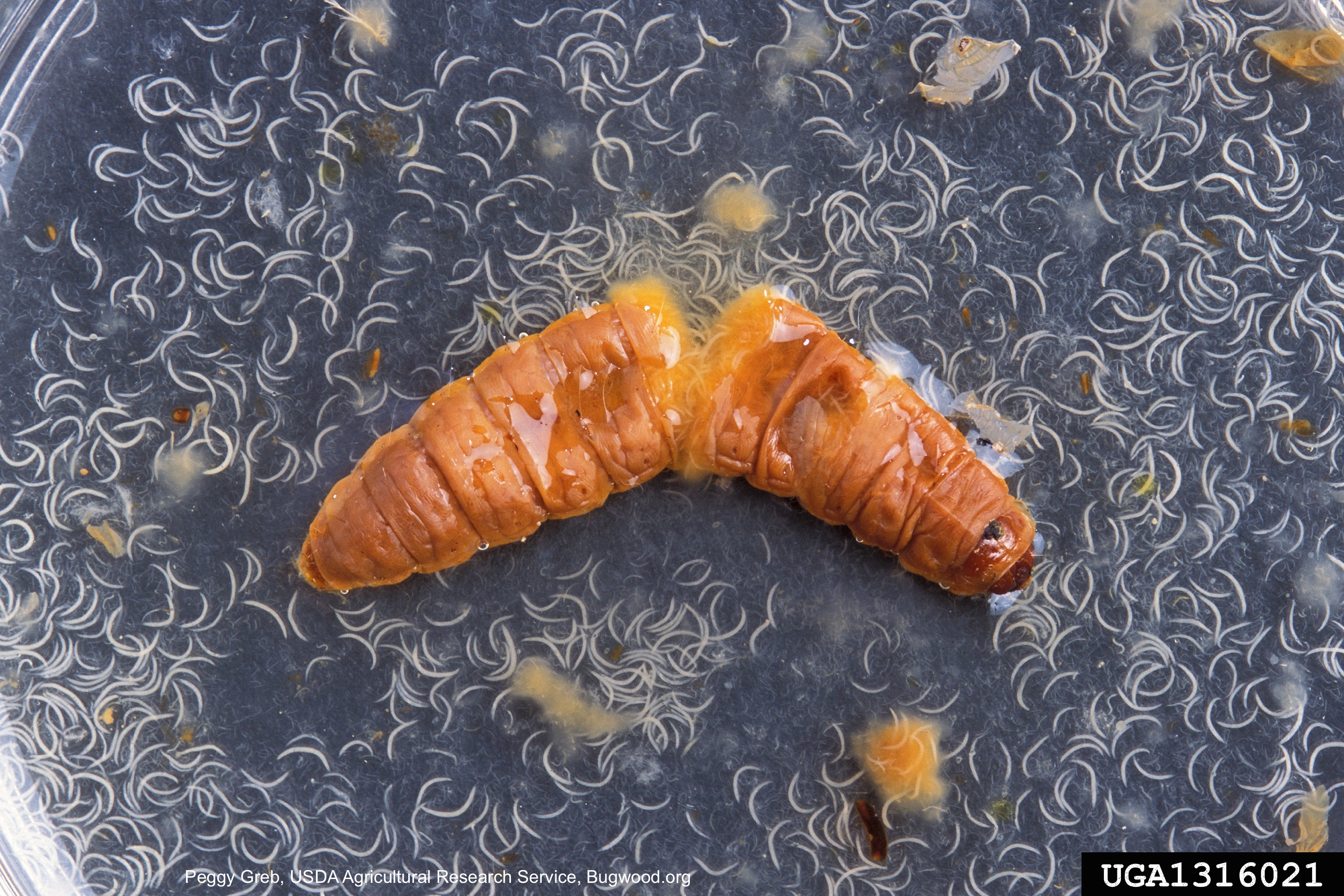
Entomopatogén fonálférgek, amelyek egy viaszmoly holttestéből másznak ki.

## Fordítás
- Ez a szócikk részben vagy egészben  a   Tapinarof című angol Wikipédia-szócikk ezen változatának fordításán alapul.  Az eredeti cikk szerkesztőit annak laptörténete sorolja fel. Ez a jelzés csupán a megfogalmazás eredetét és a szerzői jogokat jelzi, nem szolgál a cikkben szereplő információk forrásmegjelöléseként.